# Tinodes saltuum
Tinodes saltuum är en nattsländeart som först beskrevs av Mueller 1921.  Tinodes saltuum ingår i släktet Tinodes och familjen tunnelnattsländor. Inga underarter finns listade i Catalogue of Life.